# Interpolation (philologie)
Pour les articles homonymes, voir Interpolation.
Une interpolation est un extrait de texte (phrase, vers, voire passage entier) introduit dans une œuvre à laquelle il n'appartient pas. L'interpolation est donc, par essence, apocryphe.
Le mot vient du verbe latin interpolare (de inter, « entre » et polire, « battre la laine pour la rendre brillante ») qui signifie d'abord battre une étoffe pour la rénover, puis falsifier.
Dans un texte, le passage interpolé est marqué par l'obèle, un symbole typographique en forme de croix, tracé † (simple) ou ‡ (double).
Elle peut être le résultat d'une erreur (de copie par exemple) ou d'une fraude intentionnelle. La correction des interpolations est l'une des étapes de l'édition critique d'une œuvre. La tradition veut que le grammairien Aristarque de Samothrace ait été le premier à user de symboles pour marquer des passages comme interpolés.

## Exemples d'interpolation
- Œuvre d'Homère

Parmi les plus célèbres interpolations figurent les vers dits « athétisés » (du grec ancien ἀθὲτησις / athètêsis, « rejet ») d'Homère, c'est-à-dire des vers considérés comme interpolés par les grammairiens (érudits) grecs de la période hellénistique, comme Aristarque, Zénodote ou encore Aristophane de Byzance.
- Wikipédia

L’interpolation est une forme usuelle de modification des articles de Wikipédia. Après une phase de conception où un article acquiert sa forme quasiment définitive, il évolue au gré des utilisateurs, qui, la plupart du temps, se contenteront de l’amender en insérant un paragraphe, une phrase, voire simplement une date, un adjectif ou le lien d’un mot vers un autre article déjà existant.
- Bible

L’étude comparée des évangiles fait apparaître des passages présents uniquement dans certains synoptiques ; ces variations sont expliquées par le fait que les évangiles ont des auteurs différents. Toutefois, elles peuvent être lues comme une interpolation. Ces insertions correspondraient dans une majorité des cas à des développements théologiques tardifs, que les rédacteurs auraient insérés dans le texte originel.
| Marc : VIII, 27-30 | Matthieu : XVI, 13-20 | Luc : IX,18-21 |
| --- | --- | --- |
| En chemin, il leur fit cette question : Qui dit-on que je suis ? Ils lui répondirent : les uns Jean-Baptiste, les autres Élie, les autres comme un des prophètes. Et vous, leur dit-il alors, qui dites-vous que je suis ? Pierre, prenant la parole, lui dit : Vous êtes le Christ. | Jésus, étant venu aux environs de Césarée de Philippe, interrogea ses disciples et leur dit : Que disent les hommes qu’est le Fils de l’Homme ? Ils lui dirent : les uns disent Jean-Baptiste, les autres Jérémie, les autres Elie ou l’un des prophètes. Jésus leur dit : Et vous, qui dites-vous que je suis ? Simon-Pierre, prenant la parole, dit : Vous êtes le Christ, le Fils de Dieu vivant. | Et il arriva que, comme il priait en particulier, ayant ses disciples avec lui, il leur demanda : Qui le peuple dit-il que je suis. Ils lui répondirent : les uns disent Jean-Baptiste, les autres Elie, les autres un des anciens prophètes ressuscité. Et il leur dit : Mais vous, qui dites-vous que je suis ? Simon-Pierre, prenant la parole, dit : le Christ de Dieu |
| | Jésus lui répartit : Tu es bienheureux, Simon, car ce n’est point la chair et le sang qui t’ont révélé ceci, mais mon Père qui est dans le Ciel. Et moi je te dis que tu es Pierre, et que sur cette pierre je bâtirai mon Église et les portes de l’enfer ne prévaudront point contre elle. | |
| Et il leur défendit très fortement de le dire à personne. | Alors il défendit à ses disciples de dire à personne qu’il fût Jésus-Christ. | Jésus leur défendit avec menaces de dire cela à personne. |

| Matthieu, XXVII, 11-14                                                                                   | Jean, XVIII, 33-37 | Marc, XV, 3-5                                  | Luc, XXIII, 3                                                |
| --- | --- | ---------------------------------------------- | ------------------------------------------------------------ |
| Jésus comparut devant le gouverneur. Le gouverneur l’interrogea en ces termes : Es-tu le roi des Juifs ? | Pilate rentra dans le prétoire, appela Jésus, et lui dit : Es-tu le roi des Juifs ? | Pilate l'interrogea : Es-tu le roi des Juifs ? | Pilate l'interrogea en ces termes : Es-tu le roi des Juifs ? |
| | Jésus répondit : Est-ce de toi-même que tu dis cela, ou d'autres te l'ont-ils dit de moi ? Pilate répondit : Moi, suis-je Juif ? Ta nation et les principaux sacrificateurs t'ont livré à moi : qu'as-tu fait? Mon royaume n'est pas de ce monde, répondit Jésus. Si mon royaume était de ce monde, mes serviteurs auraient combattu pour moi afin que je ne fusse pas livré aux Juifs; mais maintenant mon royaume n'est point d'ici-bas. Pilate lui dit : Tu es donc roi? |                                                |                                                              |
| Jésus lui répondit : Tu le dis.                                                                          | Jésus répondit : Tu le dis, je suis roi. | Jésus lui répondit : Tu le dis.                | Jésus lui répondit : Tu le dis.                              |

| Marc : VI, 47-51 | Matthieu : XIV, 22-33 | Jean : VI,16-21 |
| --- | --- | --- |
| Le soir étant venu, la barque était au milieu de la mer, et Jésus était seul à terre. Il vit qu’ils avaient beaucoup de peine à ramer ; car le vent leur était contraire. À la quatrième veille de la nuit environ, il alla vers eux, marchant sur la mer, et il voulait les dépasser. Quand ils le virent marcher sur la mer, ils crurent que c’était un fantôme, et ils poussèrent des cris ; car ils le voyaient tous, et ils étaient troublés. Aussitôt Jésus leur parla, et leur dit : Rassurez-vous, c’est moi, n’ayez pas peur ! | La barque, déjà au milieu de la mer, était battue par les flots; car le vent était contraire. À la quatrième veille de la nuit, Jésus alla vers eux, marchant sur la mer. Quand les disciples le virent marcher sur la mer, ils furent troublés, et dirent : C'est un fantôme! Et, dans leur frayeur, ils poussèrent des cris. Jésus leur dit aussitôt : Rassurez-vous, c'est moi; n'ayez pas peur !                | Quand le soir fut venu, ses disciples descendirent au bord de la mer. Etant montés dans une barque, ils traversaient la mer pour se rendre à Capernaüm. Il faisait déjà nuit, et Jésus ne les avait pas encore rejoints. Il soufflait un grand vent, et la mer était agitée. Après avoir ramé environ vingt-cinq ou trente stades, ils virent Jésus marchant sur la mer et s’approchant de la barque. Et ils eurent peur. Mais Jésus leur dit : C’est moi ; n’ayez pas peur ! |
| | Pierre lui répondit : Seigneur, si c'est toi, ordonne que j'aille vers toi sur les eaux. Et il dit : Viens ! Pierre sortit de la barque, et marcha sur les eaux, pour aller vers Jésus. Mais, voyant que le vent était fort, il eut peur; et, comme il commençait à enfoncer, il s'écria: Seigneur, sauve-moi ! Aussitôt Jésus étendit la main, le saisit, et lui dit : Homme de peu de foi, pourquoi as-tu douté ? | |
| Puis il monta vers eux dans la barque, et le vent cessa. | Et ils montèrent dans la barque, et le vent cessa. | Ils voulaient donc le prendre dans la barque, et aussitôt la barque aborda au lieu où ils allaient. |